# Сеитьма
Сеитьма (Сельма) — река в Республике Мордовия России, левый приток Иссы (бассейн Волги). Протекает по территории Ковылкинского района (на небольшом участке образует границу с Наровчатским районом Пензенской области).
Устье реки находится в 19 км по левому берегу реки Исса. Длина реки составляет 50 км, площадь водосборного бассейна — 451 км².
Исток реки на Приволжской возвышенности у села Янгужинский Майдан. Река течёт в верховьях на северо-запад, затем поворачивает на север и северо-восток. Протекает сёла Янгужинский Майдан, Алькино, Старое Дракино, Мордовское Коломасово, Казённый Майдан. У села Мордовское Коломасово на реке запруда рыбхоза. Впадает в Иссу у села Новое Пшеново.

### Притоки (км от устья)
- 12 км: река без названия, у с. Мордовское Коломасово (пр)
- 13 км: река Шадымка (пр)
- 31 км: река Кувакша (лв)
- река Шуварлей (лв)

## Данные водного реестра
По данным государственного водного реестра России относится к Окскому бассейновому округу, водохозяйственный участок реки — Мокша от истока до водомерного поста города Темников, речной подбассейн реки — Мокша. Речной бассейн реки — Ока.
Код объекта в государственном водном реестре — 09010200112110000027469.